# Rubén Miño
Rubén Miño Peralta, né le 18 janvier 1989 à Cornellà de Llobregat (province de Barcelone, Espagne) est un footballeur espagnol qui joue au poste de gardien de but. Il joue à l'UD Logroñés.

## Carrière
Rubén Miño est occasionnellement convoqué par Pep Guardiola pour jouer des matchs avec l'équipe première du FC Barcelone, notamment contre Séville FC en 2010 en Supercoupe d'Espagne (match aller), en raison de l'absence de Víctor Valdés ou de José Manuel Pinto.
En décembre 2009, il est le troisième gardien lors de la Coupe du monde des clubs remportée par le Barça.
En 2010, il effectue le stage de pré-saison avec l'équipe première et joue quelques matches amicaux. Toutefois, il ne débutera jamais en match officiel avec le FC Barcelone.
En juin 2012, il quitte le FC Barcelone B pour rejoindre le RCD Majorque.
En juillet 2015, il rejoint le Real Oviedo.
En juillet 2016, il signe pour le club chypriote de l'AEK Larnaca pour un transfert estimé à 300 000 euros.

### Équipe nationale
Rubén Miño a joué pour l'équipe d'Espagne des moins de 21 ans avec laquelle il a remporté le Championnat d'Europe en 2011.

## Palmarès

### Avec le FC Barcelone
- Coupe du monde des clubs : 2009

### Avec AEK Larnaca
- Championnat de Chypre :
  - Vice-Champion : 2017

### En sélection
- Espagne espoirs
  - Championnat d'Europe espoirs
    - Vainqueur : 2011